# Павлівка Друга (Лозівський район)
Павлі́вка Друга —  село в Україні, у Лозівській міській громаді Лозівського району Харківської області. Населення становить 237 осіб. До 2020 орган місцевого самоврядування — Павлівська Друга сільська рада. Розташована за 45 км від районного центру. Сільській раді були підпорядковані населені пункти Бакшарівка, Зелений Гай, Новоселівка.

## Географія
Село Павлівка Друга знаходиться на лівому березі річки Бритай
Берека, вище за течією на відстані 2 км розташоване село Лозівське, нижче за течією примикає до села Бакшарівка. Річка в цьому місці сильно заболочена, утворює лимани й озера.

## Історія
Засноване в 1787 році і мало назву Замятіне. 1865 року перейменоване в село Павлівка Друга.
За часів Другої світової війни село кілька разів переходило з рук в руки. 25 травня 1942 року в селі загинув і похований український радянський письменник Олекса Десняк (О. Руденко). Йому встановлено гранітний обеліск.
У селі був колгосп імені Войкова (мав 3400 гектарів земельних угідь), спеціалізувався на зерно-молочному напрямкові господарства.
12 червня 2020 року, відповідно до Розпорядження Кабінету Міністрів України  № 725-р «Про визначення адміністративних центрів та затвердження територій територіальних громад Харківської області», увійшло до складу Лозівської міської громади.
17 липня 2020 року, в результаті адміністративно-територіальної реформи та ліквідації колишнього Лозівського району (1923—2020), увійшло до складу новоутвореного Лозівського району Харківської області.

## Економіка
- Кооператив «Павлівський».

## Культура
Школа першого-другого ступенів, клуб, дві бібліотеки.

## Пам'ятки
- Братська могила радянських воїнів.
- Обеліск Олекса Десняка - український радянський письменник, загинув 25 травня 1942 у селі Павлівка Друга.
- Залишки Слобідської фортеці Української лінії.